# Quarashi
Quarashi ist eine isländische Crossover-Band aus Reykjavík, die 1996 gegründet wurde, sich 2004 auflöste und seit 2011 wieder aktiv ist.

## Geschichte
Die Band wurde im Frühling 1996 als namenloses Projekt gegründet, ehe im Herbst der Name Quarashi erwählt wurde. Die Gründungsmitglieder waren der Schlagzeuger und Produzent Sölvi Blöndal und der Sänger und Rapper Hössi Ólafsson, wobei sie die ersten Quarashi-Lieder Beam Me Up, Speedo, Switchstance und Lone Rangers bereits im Winter 1995/1996 geschrieben hatten. Sölvi Blöndal fertigte einen Demotrack an, zu dem Hössi Ólafsson rappte. Beide waren bereits zusammen in der Punkband 2001 tätig gewesen. Ergänzt wurde die Besetzung Anfang 1996 durch die Rapper Steinar Orri „Stoney“ Fjeldsted und Ómar Örn Hauksson aka Ómar Swarez. Sölvi Blöndal und Ómar Örn Hauksson kannten sich bereits seit ihrer Kindheit. „Quarashi“ war ein Nachname des Propheten Mohammed und ein Spitzname Steinar Orri Fjeldsteds. Im September 1996 nahmen Sölvi Blöndal, Steinar Orri Fjeldsted und der Toningenieur Hrannar Ingimarsson die EP Switchstance in Sölvi Blöndals Garage auf. Während der Aufnahmen erkrankten beide an einer Erkältung, woraufhin sie Hössi Ólafsson kontaktierten, der die Aufnahmen im Oktober beendete. Von der EP wurden in der ersten Woche alle 500 angefertigten Kopien verkauft. Von September 1996 bis zum September des Folgejahres arbeitete die Band an ihrem ersten Album. Im Oktober 1997 wurde daraufhin das Debütalbum der Gruppe aufgenommen, wovon über 6.000 Einheiten abgesetzt wurden, was der Gruppe eine Goldene Schallplatte in Island einbrachte. Im selben Jahr fungierte Quarashi als Vorgruppe für die Fugees und The Prodigy. Dadurch erhielt Sölvi Blöndal die Möglichkeit, den The-Prodigy-Song Diesel Power zu remixen. Vor der Veröffentlichung des Zeitraums legte die Band auch eine Pause ein: Sölvi Blöndal begab sich auf eine sechsmonatige Rucksacktour durch Südamerika, Hössi Ólafsson studierte für ein Jahr an der Universität und Steinar Orri Fjeldsted begab sich nach Amerika. 1999 schloss sich das zweite Album Xeneizes an, von dem sich auch rund 6.000 Kopien verkauften und das erneut eine Goldene Schallplatte einbrachte. Das Album war in Kooperation mit dem Label Japis erschienen, dieses wiederum stellte einen Kontakt zwischen der Band und EMI her, woraufhin es der Gruppe von nun an möglich war, von ihrer Musik zu leben. Die Band begab sich daraufhin für drei Monate nach Amerika, um neue Lieder aufzunehmen. Kurz zuvor war Ómar Örn Hauksson, der bisher nur sporadisch in der Band aktiv gewesen war, festes Mitglied geworden. Zudem hielt die Band US-Auftritte, unter anderem in New York City, ab. Die Gruppe unterzeichnete später einen Vertrag bei Time Bomb Recordings, jedoch verkaufte das Label den Vertrag im Jahr 2001 an Columbia Records. Dadurch verzögerte sich die Veröffentlichung des nächsten Albums. Während der Wartezeit arbeiteten Sölvi Blöndal und Hössi Ólafsson für den Direktor Bergur Þór Ingólfsson, indem sie den Soundtrack zu einem Theaterspiel anfertigten, das auf dem Buch Kristnihald undir Jökli von Halldór Laxness basiert. Der Soundtrack wurde auf CD veröffentlicht. 2002 erschien das Album Jinx, woraufhin die Band auf Welttournee ging. Das Album war die erste US-Albumveröffentlichung der Gruppe und erreichte Platz 104 der Billboard 200. Darauf ist teils ein echtes Schlagzeug und teils ein Drumcomputer zu hören. Als erster Song wurde Stick 'Em Up als Single ausgekoppelt. Das Video hierzu wurde bei den MTV Video Music Awards 2002 in der Kategorie Best Art Direction nominiert, konnte sich jedoch gegen Coldplays Trouble nicht durchsetzen. Das Lied ist auch auf dem Soundtrack zum Film Nix wie raus aus Orange County enthalten. Nach Beendigung der Tour verließ Hössi Ólafsson kurz vor Weihnachten 2002 die Besetzung, um sich seinem Universitätsstudium zu widmen. Sein Ausscheiden wurde am 3. Januar 2003 verkündet. Die folgenden sechs Monate pausierte die Band, danach veröffentlichte sie den Song Mess It Up in Kollaboration mit dem Rapper Opee. Im Herbst 2003 wurde verkündet, dass man mit Egill Olafur „Tiny“ Thorarensen einen Ersatz für Ólafsson gefunden hatte. Nach der Veröffentlichung des Liedes Race City ging es im Januar 2004 auf eine Tour durch Japan. Danach erschien das Album Guerilla Disco in Island und Japan. In den folgenden Monaten nach der Veröffentlichung kam es, auch aufgrund des mäßigen Erfolges des Albums, zur Auflösung.
Im Frühling 2011 kamen Gerüchte bezüglich eines Reunionkonzerts für ein isländisches im Sommer stattfindendes Festival auf. Nachdem diese Gerüchte zuerst von der Band nicht bestätigt worden waren, war sie schließlich doch 2011 auf dem Besta Útihátíðin vertreten. Es schlossen sich zwei ausverkaufte Konzerte in Reykjavík an. Aufgrund des 15-jährigen Bestehens der Gruppe im selben Jahr veröffentlichte sie ihr erstes Best-Of-Album, das neben bekannten Songs auch unveröffentlichtes Material enthält. Drei Jahre später spielte die Band auf dem Þjóðhátíð. Im selben Jahr erschien außerdem mit Rock On die erste Single seit zehn Jahren. Anfang 2016 verkündete die Gruppe ihren erneuten Auftritt auf dem Þjóðhátið, um ihr 20-jähriges Bestehen zu feiern.

## Stil
Kenyon Hopkin von Allmusic ordnete die Gruppe dem Rap-Rock zu. Christian Graf beschrieb die Musik der Gruppe in seinem Nu Metal und Crossover Lexikon als Rapcore. Jinx sei eine Mischung aus „schweren Basslinien, harschen Gitarren, wildem Scratching und Funk-Schlagwerk, das im Studio weitestgehend synthetisch hergestellt wurde“. Marcus Schleutermann vom Rock Hard bezeichnete Jinx als Mischung aus Beastie Boys und Aerosmith. Erstere würden vor allem durch die ähnlichen Stimmen und den „dynamischen Rhymeflow“ Quarashi ähneln, während „die dreckigen Riffs“ an Joe Perry erinnern würden. Das Album sei vor allem für Fans des Crossovers der frühen 1990er Jahre geeignet.

## Diskografie
- 1996: Switchstance (EP, Lax Records)
- 1997: Quarashi (Album, Lax Records)
- 1997: Vinyl Single #1 (Single, Lax Records)
- 1998: Vinyl Single #2 (Single, Lax Records)
- 1998: Vinyl Single #3 (Single, Lax Records)
- 1999: Xeneizes (Album, Lax Records/Japis)
- 2001: Kristnihald Undir Jökli (Album, Sproti)
- 2001: JINX 3 Songs (EP, Columbia Records)
- 2001: Stick 'Em Up (Single, Columbia Records)
- 2001: Selling Ice to Greenland (EP, Columbia Records)
- 2002: Street Sampler (EP, Columbia Records)
- 2002: Jinx (Album, Columbia Records)
- 2002: Mr. Jinx (We Got It Right) (Single, Columbia Records)
- 2004: Guerilla Disco (Album, Skífan/Dennis Records)
- 2005: Boxe Set (Kompilation, LAXmenn)
- 2011: Anthology (Kompilation, LAXmenn)
- 2014: Rock On (Single, LAXmenn)
- 2016: Chicago (Single, LAXmenn)